# California (ramal O'Hare de la línea Azul)
California es una estación en la línea Azul del Metro de Chicago. La estación se encuentra localizada en 2211 North California Avenue en Chicago, Illinois. La estación California fue inaugurada el 25 de mayo de 1895.  La Autoridad de Tránsito de Chicago es la encargada por el mantenimiento y administración de la estación. De esta estación, los trenes operan en intervalos de 2–7 minutos durante las horas pico, y toman alrededor de 12 minutos para llegar a The Loop.

## Descripción
La estación California cuenta con 1 plataforma central y 2 vías. 

## Conexiones
La estación es abastecida por las siguientes conexiones: 
- Rutas del CTA Buses: #52 Kedzie/California #56 Milwaukee